# 桑萨里
桑萨里（1917年3月6日—1963年？），柬埔寨政治人物、外交官。政治家Sam Nhean之子。
桑萨里曾是诺罗敦·西哈努克的亲信，在1950年代担任柬埔寨副首相职务。他在柬埔寨寻求完全独立的过程中扮演重要角色，在1954年日内瓦会议上，避免了新独立的柬埔寨发生分裂。此后，协助西哈努克建立人民社会同盟。
1958年，被任命为柬埔寨驻英国大使。大使任内他殴打了自己的女仆，造成恶劣的外交影响，因此被召回金边。回国后，他变得越来越反对西哈努克，创办报刊批评其政策。他试图成立自己的政党，但没有成功。
1959年1月13日，西哈努克在磅湛省的演讲中声称自己知道美国情报部门试图推翻自己，是为曼谷阴谋。虽然他并未明确指出是桑萨里，但桑萨里在一周以后流亡泰国。桑萨里于1963年左右失踪。
桑兰西是桑萨里的儿子。